# Natación sincronizada en los Juegos Europeos
La natación sincronizada en los Juegos Europeos se realizó en la primera edición. El evento es organizado por los Comités Olímpicos Europeos, junto con la Liga Europea de Natación (LEN). 
En Bakú 2015 compitieron nadadoras de la categoría juvenil. En la siguiente edición se optó por no incluir este deporte en el programa.

## Ediciones
| N.º | Año  | Sede                 | Instalación     |
| --- | ---- | -------------------- | --------------- |
| I   | 2015 | Bakú ( Azerbaiyán)   | Centro Acuático |
| —   | 2019 | Minsk ( Bielorrusia) | No realizado    |
| II  | 2023 | Oświęcim ( Polonia)  | Centro Acuático |

## Medallero
- Actualizado a Cracovia 2023.

| Núm. | País         | Oro | Plata | Bronce | Total |
| ---- | ------------ | --- | ----- | ------ | ----- |
| 1    | Rusia        | 4   | 0     | 0      | 4     |
| 2    | España       | 3   | 4     | 0      | 7     |
| 3    | Austria      | 2   | 1     | 1      | 4     |
| 4    | Italia       | 1   | 3     | 1      | 5     |
| 5    | Francia      | 1   | 0     | 1      | 2     |
| 5    | Israel       | 1   | 0     | 1      | 2     |
| 7    | Ucrania      | 0   | 2     | 3      | 5     |
| 8    | Alemania     | 0   | 1     | 0      | 1     |
| 8    | Países Bajos | 0   | 1     | 0      | 1     |
| 10   | Reino Unido  | 0   | 0     | 3      | 3     |
| 11   | Grecia       | 0   | 0     | 1      | 1     |
| 11   | Turquía      | 0   | 0     | 1      | 1     |
|      | TOTAL        | 12  | 12    | 12     | 36    |